# Александар Панајотовић
 Александар Панајотовић (Пирот, 28. јануар 1952) је бивши српски и југословенски фудбалер.

## Каријера
Рођен је у Пироту, кракто време живео у Крушевцу, а у Пирот се вратио са породицом када је био дете. У почетку се бавио рукометом, али је касније прешао на фудбал и прикључио се омладинском тиму Радничког Пирот. Убрзо након тога, Панајотовић је промовисан у први тим, помажући им да изборе пласман у Другу лигу Југославије 1969. Годину дана касније Панајотовић је пребачен у југословенског шампиона Црвену звезду, потписавши четворогодишњи уговор у јуну 1970. године.
У другом делу сезоне 1976/77. Панајотовић је прешао у Раднички Ниш. Био је редовни члан тима који је стигао до полуфинала Купа УЕФА 1981/82., постигавши три гола за свој тим у том периоду. Током следеће сезоне Панајотовић је напустио клуб и последње године каријере провео у Јумку из Врања и Напретку из Алексинца, играјући у нижим лигама.
За репрезентацију Југославије играо је на Медитеранским играма 1971. године, када је освојена златна медаља, а Панајотовић је постигао четири гола на турниру. Такође је играо за Југославију на Европском првенству у фудбалу до 21 године, 1974. године.

## Медаље и трофеји
Црвена звезда
- Првенство Југославије : 1972/73.
- Куп Југославије : 1970/71.